# Пшиленк (Свентокшиське воєводство)
Пшиленк (пол. Przyłęk) — село в Польщі, у гміні Водзіслав Єнджейовського повіту Свентокшиського воєводства.
Населення — 106 осіб (2011).
У 1975-1998 роках село належало до Келецького воєводства.

## Демографія
Демографічна структура на день 31 березня 2011 року:
|          | Загалом | Допрацездатний вік | Працездатний вік | Постпрацездатний вік |
| -------- | ------- | ------------------ | ---------------- | -------------------- |
| Чоловіки | 55      | 14                 | 36               | 5                    |
| Жінки    | 51      | 5                  | 28               | 18                   |
| Разом    | 106     | 19                 | 64               | 23                   |